# Атанас Семерджієв
Атанас Георгієв Семерджієв (болг. Атанас Георгиев Семерджиев; нар. 21 травня 1924, Велинград — 8 травня 2015, Софія) — болгарський політик, генерал-полковник і державний діяч.

## Біографія
Учасник Руху опору під час Другої світової війни (1942–1944). Начальник Генерального штабу Народної армії (1962–1989), перший заступник міністра національної оборони (1966–1989), член ЦК БКП (з 1962). Міністр внутрішніх справ (1989–1990), перший і останній віце-президент Болгарії (1990–1992), обраний Народними зборами.

## Джерело
- Атанас Георгиев Семерджиев [Архівовано 19 лютого 2014 у Wayback Machine.]